# 白い雪
「白い雪」（しろいゆき）は、日本の歌手・倉木麻衣の楽曲。倉木の25枚目のCDシングルとして、2006年12月20日にGIZA studioからリリースされた。シングル盤の規格品番はGZCA-7083。

## 概要
楽曲は、読売テレビ・日本テレビ系アニメ『名探偵コナン』及びOVA（OAD）『 名探偵コナン 阿笠からの挑戦状! 阿笠vsコナン&少年探偵団』エンディングテーマ。「Growing of my heart」（2005年）以来8度目の『名探偵コナン』のタイアップであり、約1年ぶりとなった。エンディングテーマとしては「always」（2001年）以来5年半振りとなった。後にオルゴールバージョンにアレンジされ、次のシングル「Season of love」にカップリング曲として収録されている。
LIVE TOUR 2006 DIAMOND WAVEの最終日となる2006年10月28日に観客の前に披露され、一般向けにはラジオでは2006年11月30日に『東貴博のヤンピース』（ニッポン放送）で、テレビでは2006年12月4日のアニメオンエアが初披露となった。アニメの12月4日および3月12日以降放送分ではシングル収録と異なるバージョンがオンエアされた。

## シングル収録曲
1. 「白い雪」 – (4:47)
  - 作詞: 倉木麻衣、作曲: 大野愛果、編曲: 池田大介
2. 「想いの先に...」 – (4:35)
  - 作詞: 倉木麻衣、作曲・編曲: Yoko Blaqstone

## 収録アルバム
- ONE LIFE
- THE BEST OF DETECTIVE CONAN 3 〜名探偵コナン テーマ曲集3〜
- ALL MY BEST
- MAI KURAKI BEST 151A -LOVE & HOPE-
- 倉木麻衣×名探偵コナン COLLABORATION BEST 21 -真実はいつも歌にある!-（#1）

| テレビアニメ『名探偵コナン』エンディングテーマ 2006年12月4日 - 2007年4月23日 |                     |                                               |
| 前作: 上木彩矢 「もう君だけを離したりはしない」                              | 倉木麻衣 「白い雪」 | 次作: 滴草由実 「I still believe 〜ため息〜」 |